# Lamaron
Pour les articles homonymes, voir Amaron (homonymie).
Le Lamaron ou Amaron est une rivière française, dans le département de l'Allier, dans la région Auvergne-Rhône-Alpes et un petit affluent droit du Cher à Montluçon, donc un sous-affluent du fleuve la Loire.

## Étymologie
Son nom, partagé avec le mont Amaron dans le Luberon, est aussi un nom vernaculaire du vairon. Il a été analysé comme signifiant «rouge» par paronymie avec l'amarante. C'est la traversée de mines de fer qui l'aurait justifié. On peut aussi le rapprocher des noms de rivières Amber, Ambre où la racine proto-celtique amb- signale des lieux humides.

## Géographie
D'une longueur de 18,8 kilomètres, le Lamaron prend source sur la commune de Durdat-Larequille, près des lieux-dits Révoux et le Moulin, à 474 mètres d'altitude.
La confluence du Lamaron est sur la commune de Montluçon, à 201 mètres d'altitude, juste avant le pont reliant l'avenue de la République ou RD 943 et la rue du faubourg Saint-Pierre ou RD745. Le ruisseau est canalisé à l'entrée de Montluçon.

### Communes et cantons traversées
Dans le seul département de l'Allier, le ruisseau traverse les cinq communes,  dans trois cantons, dans le sens amont vers aval, de Durdat-Larequille (source), Néris-les-Bains, Chamblet, Saint-Angel et Montluçon (confluence).
Soit en termes de cantons, le Lamaron prend source dans le canton de Marcillat-en-Combraille, traverse le canton de Montluçon-Sud et conflue dans le canton de Montluçon-Est, le tout dans l'arrondissement de Montluçon.

### Bassin versant
Le Lamaron traverse une seule zone hydrographique « Le Cher du Polier (NC) à la Meuzelle (NC) » (K522) de 1 894 km2 de superficie.

## Affluents
Le Lamaron a cinq affluents référencés sans nom et sans affluent connu, tous les cinq de moins d'un kilomètre de longueur.

### Rang de Strahler
Donc son rang de Strahler est de deux.